# العلاقات الباكستانية القرغيزستانية
العلاقات الباكستانية القيرغيزستانية هي العلاقات الثنائية التي تجمع بين باكستان وقيرغيزستان.

## مقارنة بين البلدين
هذه مقارنة عامة ومرجعية للدولتين:
| وجه المقارنة                                              | باكستان                     | قيرغيزستان                      |
| --------------------------------------------------------- | --------------------------- | ------------------------------- |
| المساحة (كم2)                                             | 881.91 ألف                  | 199.95 ألف                      |
| عدد السكان (نسمة)                                         | 197.02 مليون                | 6.20 مليون                      |
| الكثافة السكانية (ن./كم²)                                 | 223.4                       | 31.01                           |
| العاصمة                                                   | إسلام آباد                  | بيشكك                           |
| اللغة الرسمية                                             | لغة إنجليزية، اللغة الأردية | اللغة الروسية، اللغة القيرغيزية |
| العملة                                                    | روبية باكستانية             | سوم قيرغيزستاني                 |
| الناتج المحلي الإجمالي (بليون دولار)                      | 304.95 مليار                | 7.56 مليار                      |
| الناتج المحلي الإجمالي (تعادل القوة الشرائية) بليون دولار | 946.67 مليار                | 20.45 مليار                     |
| الناتج المحلي الإجمالي الاسمي للفرد دولار أمريكي          | 1.43 ألف                    | 1.10 ألف                        |
| الناتج المحلي الإجمالي للفرد دولار أمريكي                 | 4.81 ألف                    |                                 |
| مؤشر التنمية البشرية                                      | 0.538                       | 0.655                           |
| رمز المكالمات الدولي                                      | +92                         | +996                            |
| رمز الإنترنت                                              | .pk                         | .kg                             |
| المنطقة الزمنية                                           | ت ع م+05:00                 | ت ع م+06:00                     |

## منظمات دولية مشتركة
يشترك البلدان في عضوية مجموعة من المنظمات الدولية، منها:
| علم المنظمة | اسم المنظمة                                                | تاريخ انضمام باكستان | تاريخ انضمام قيرغيزستان |
| ----------- | ---------------------------------------------------------- | -------------------- | ----------------------- |
|             | بنك التنمية الآسيوي                                        | 1966                 | 1994                    |
|             | يونسكو                                                     | 14 سبتمبر 1949       | 2 يونيو 1992            |
|             | وكالة ضمان الاستثمار متعدد الأطراف                         | 12 أبريل 1988        | 21 سبتمبر 1993          |
|             | الأمم المتحدة                                              | 30 سبتمبر 1947       | 2 مارس 1992             |
|             | العملية المشتركة للاتحاد الأفريقي والأمم المتحدة في دارفور | ?                    | ?                       |
|             | منظمة شانغهاي للتعاون                                      | ?                    | 26 أبريل 1996           |
|             | الاتحاد البريدي العالمي                                    | ?                    | ?                       |
|             | البنك الدولي للإنشاء والتعمير                              | 11 يوليو 1950        | 18 سبتمبر 1992          |
|             | منظمة التعاون الإسلامي                                     | ?                    | ?                       |
|             | منظمة حظر الأسلحة الكيميائية                               | ?                    | ?                       |
|             | الاتحاد الدولي للاتصالات                                   | 26 أغسطس 1947        | 20 يناير 1994           |
|             | مؤسسة التمويل الدولية                                      | 20 يوليو 1956        | 11 فبراير 1993          |
|             | منظمة التجارة العالمية                                     | ?                    | ?                       |
|             | منظمة الشرطة الجنائية الدولية                              | ?                    | ?                       |

## وصلات خارجية
- موقع وزارة الخارجية الباكستانية
- موقع وزارة الخارجية القيرغيزستانية